# Saison 2020 de l'équipe cycliste Bora-Hansgrohe
La saison 2020 de l'équipe cycliste Bora-Hansgrohe est la onzième de cette équipe.

## Coureurs et encadrement technique

### Arrivées et départs
| Coureur        | Provenance                   | Durée contrat |
| -------------- | ---------------------------- | ------------- |
| Matteo Fabbro  | Katusha-Alpecin              | 2020-2021     |
| Patrick Gamper | Neo-Pro (Tirol-KTM)          | 2020-2021     |
| Lennard Kämna  | Sunweb                       | 2020-2021     |
| Martin Laas    | Illuminate                   | 2020          |
| Ide Schelling  | Neo-Pro (SEG Racing Academy) | 2020-2021     |

| Coureur             | Nouvelle équipe       | Durée contrat |
| ------------------- | --------------------- | ------------- |
| Shane Archbold      | Deceuninck-Quick Step | 2020-2021     |
| Sam Bennett         | Deceuninck-Quick Step | 2020-2021     |
| Davide Formolo      | UAE Team Emirates     | 2020-2021     |
| Peter Kennaugh      | Retraite              |               |
| Leopold König       | Retraite              |               |
| Christoph Pfingsten | Jumbo-Visma           | 2020-2021     |

### Effectif de cette saison
| Coureur             | Date de Nais.              | Equipe en 2019  | Cont. | V |
| ------------------- | -------------------------- | --------------- | ----- | - |
| Pascal Ackermann    | 15 janvier 1994 (26 ans)   | Bora-Hansgrohe  | 2021  | 8 |
| Erik Baška          | 12 janvier 1994 (26 ans)   | Bora-Hansgrohe  | 2021  | 0 |
| Cesare Benedetti    | 3 août 1987 (33 ans)       | Bora-Hansgrohe  | 2022  | 0 |
| Maciej Bodnar       | 7 mars 1985 (33 ans)       | Bora-Hansgrohe  | 2021  | 0 |
| Emanuel Buchmann    | 18 novembre 1992 (28 ans)  | Bora-Hansgrohe  | 2021  | 1 |
| Marcus Burghardt    | 30 juin 1983 (37 ans)      | Bora-Hansgrohe  | 2021  | 0 |
| Jempy Drucker       | 3 septembre 1986 (34 ans)  | Bora-Hansgrohe  | 2020  | 0 |
| Matteo Fabbro       | 10 avril 1995 (25 ans)     | Katusha-Alpecin | 2021  | 0 |
| Patrick Gamper      | 18 février 1997 (23 ans)   | Tirol-KTM       | 2021  | 0 |
| Oscar Gatto         | 1er janvier 1985 (35 ans)  | Bora-Hansgrohe  | 2020  | 0 |
| Felix Großschartner | 23 décembre 1993 (27 ans)  | Bora-Hansgrohe  | 2020  | 1 |
| Lennard Kämna       | 9 septembre 1996 (24 ans)  | Sunweb          | 2021  | 2 |
| Patrick Konrad      | 13 octobre 1991 (29 ans)   | Bora-Hansgrohe  | 2021  | 0 |
| Martin Laas         | 15 septembre 1993 (27 ans) | Illuminate      | 2020  | 2 |

| Coureur               | Date de Nais.              | Equipe en 2019     | Cont. | V |
| --------------------- | -------------------------- | ------------------ | ----- | - |
| Rafał Majka           | 12 septembre 1989 (31 ans) | Bora-Hansgrohe     | 2020  | 0 |
| Jay McCarthy          | 8 septembre 1992 (28 ans)  | Bora-Hansgrohe     | 2020  | 0 |
| Gregor Mühlberger     | 4 avril 1994 (26 ans)      | Bora-Hansgrohe     | 2020  | 3 |
| Daniel Oss            | 13 janvier 1987 (33 ans)   | Bora-Hansgrohe     | 2021  | 0 |
| Paweł Poljański       | 6 mai 1990 (30 ans)        | Bora-Hansgrohe     | 2020  | 0 |
| Lukas Pöstlberger     | 10 janvier 1992 (28 ans)   | Bora-Hansgrohe     | 2022  | 0 |
| Juraj Sagan           | 23 décembre 1988 (32 ans)  | Bora-Hansgrohe     | 2021  | 1 |
| Peter Sagan           | 26 janvier 1990 (30 ans)   | Bora-Hansgrohe     | 2021  | 1 |
| Maximilian Schachmann | 9 janvier 1994 (26 ans)    | Bora-Hansgrohe     | 2024  | 2 |
| Ide Schelling         | 6 février 1998 (22 ans)    | SEG Racing Academy | 2021  | 0 |
| Andreas Schillinger   | 13 juillet 1983 (37 ans)   | Bora-Hansgrohe     | 2021  | 0 |
| Michael Schwarzmann   | 7 janvier 1991 (29 ans)    | Bora-Hansgrohe     | 2021  | 0 |
| Rüdiger Selig         | 19 février 1989 (31 ans)   | Bora-Hansgrohe     | 2021  | 0 |

## Victoires sur la saison

### Victoires sur la saison
| #  | Date         | Course                                    | Catégorie            | Vainqueur             | Pays                | Lieu                 |
| -- | ------------ | ----------------------------------------- | -------------------- | --------------------- | ------------------- | -------------------- |
| 1  | 31 janvier   | Trofeo Serra de Tramuntana                | UCI Europe Tour      | Emanuel Buchmann      | Espagne             | Deià                 |
| 2  | 16 février   | Clásica de Almería                        | UCI ProSeries        | Pascal Ackermann      | Espagne             | Roquetas de Mar      |
| 3  | 23 février   | 1re étape du Tour des Émirats arabes unis | UCI World Tour       | Pascal Ackermann      | Émirats arabes unis | Dubai silicon oasis  |
| 4  | 8 mars       | 1re étape de Paris-Nice                   | UCI World Tour       | Maximilian Schachmann | France              | Plaisir              |
| 5  | 14 mars      | Paris-Nice, classement général            | UCI World Tour       | Maximilian Schachmann | France              |                      |
| 6  | 24 juillet   | 1re étape du Sibiu Cycling Tour           | UCI Europe Tour      | Gregor Mühlberger     | Roumanie            | Lac Bâlea            |
| 7  | 25 juillet   | 2e étape du Sibiu Cycling Tour            | UCI Europe Tour      | Pascal Ackermann      | Roumanie            | Sibiu                |
| 8  | 26 juillet   | 3e étape A du Sibiu Cycling Tour          | UCI Europe Tour      | Gregor Mühlberger     | Roumanie            | Arena Platos         |
| 9  | 26 juillet   | 3e étape B du Sibiu Cycling Tour          | UCI Europe Tour      | Pascal Ackermann      | Roumanie            | Sibiu                |
| 10 | 26 juillet   | Sibiu Cycling Tour, classement général    | UCI Europe Tour      | Gregor Mühlberger     | Roumanie            |                      |
| 11 | 28 juillet   | 1re étape du Tour de Burgos               | UCI ProSeries        | Felix Großschartner   | Espagne             | Mirador del Castillo |
| 12 | 15 août      | 4e étape du Critérium du Dauphiné         | UCI World Tour       | Lennard Kämna         | France              | Megève               |
| 13 | 22 août      | Championnats de Slovaquie sur route       | Championnat national | Juraj Sagan           | Tchéquie            | Mlada Boleslav       |
| 14 | 7 septembre  | 1re étape de Tirreno-Adriatico            | UCI World Tour       | Pascal Ackermann      | Italie              | Camaiore             |
| 15 | 8 septembre  | 2e étape de Tirreno-Adriatico             | UCI World Tour       | Pascal Ackermann      | Italie              | Follonica            |
| 16 | 15 septembre | 16e étape du Tour de France               | UCI World Tour       | Lennard Kämna         | France              | Villard-de-Lans      |
| 17 | 16 septembre | 1re étape A du Tour de Slovaquie          | UCI Europe Tour      | Martin Laas           | Slovaquie           | Žilina               |
| 18 | 18 septembre | 3e étape du Tour de Slovaquie             | UCI Europe Tour      | Martin Laas           | Slovaquie           | Žiar nad Hronom      |
| 19 | 13 octobre   | 10e étape du Tour d'Italie                | UCI World Tour       | Peter Sagan           | Italie              | Tortoreto            |
| 20 | 29 octobre   | 9e étape du Tour d'Espagne                | UCI World Tour       | Pascal Ackermann      | Espagne             | Aguilar de Campoo    |
| 21 | 8 novembre   | 18e étape du Tour d'Espagne               | UCI World Tour       | Pascal Ackermann      | Espagne             | Madrid               |

### Victoires sur les classements annexes
| Date         | Course                                              | Catégorie       | Vainqueur         | Pays     |
| ------------ | --------------------------------------------------- | --------------- | ----------------- | -------- |
| 26 juillet   | Sibiu Cycling Tour, classement par points           | UCI Europe Tour | Gregor Mühlberger | Roumanie |
| 26 juillet   | Sibiu Cycling Tour, classement du meilleur grimpeur | UCI Europe Tour | Gregor Mühlberger | Roumanie |
| 14 septembre | Tirreno-Adriatico, classement par points            | UCI World Tour  | Pascal Ackermann  | Italie   |
| 19 septembre | Tour de Slovaquie, classement par points            | UCI World Tour  | Martin Laas       | Estonie  |

## Classement UCI

### Classement individuel
| #   | Coureur               | Pts   |
| --- | --------------------- | ----- |
| 14  | Maximilian Schachmann | 1360  |
| 19  | Pascal Ackermann      | 1248  |
| 45  | Peter Sagan           | 860   |
| 47  | Rafał Majka           | 835   |
| 66  | Lennard Kämna         | 595   |
| 70  | Patrick Konrad        | 575   |
| 111 | Felix Großschartner   | 366   |
| 112 | Jempy Drucker         | 362.5 |
| 116 | Gregor Mühlberger     | 352   |

| #   | Coureur             | Pts   |
| --- | ------------------- | ----- |
| 210 | Emanuel Buchmann    | 185   |
| 234 | Jay McCarthy        | 164   |
| 300 | Juraj Sagan         | 125.5 |
| 384 | Matteo Fabbro       | 102   |
| 430 | Erik Baška          | 90    |
| 630 | Marcus Burghardt    | 53.5  |
| 742 | Lukas Pöstlberger   | 43    |
| 758 | Martin Laas         | 41    |
| 816 | Michael Schwarzmann | 38    |

| #    | Coureur             | Pts  |
| ---- | ------------------- | ---- |
| 855  | Ide Schelling       | 34.5 |
| 873  | Paweł Poljański     | 33   |
| 888  | Patrick Gamper      | 30.5 |
| 906  | Maciej Bodnar       | 30   |
| 970  | Cesare Benedetti    | 26.5 |
| 1011 | Oscar Gatto         | 25   |
| 1176 | Daniel Oss          | 18   |
| 1984 | Andreas Schillinger | 3    |
| -    | Rüdiger Selig       | 0    |

### Classement par équipes
| #  | Équipe                | Pts     |
| -- | --------------------- | ------- |
| 1  | Jumbo-Visma           | 9919    |
| 2  | Deceuninck-Quick Step | 9776.16 |
| 3  | UAE Emirates          | 8503    |
| 4  | Ineos Grenadiers      | 7628.33 |
| 5  | Sunweb                | 7582.71 |
| 6  | Bora-Hansgrohe        | 6738.5  |
| 7  | Astana                | 6612    |
| 8  | Trek-Segafredo        | 6591    |
| 9  | Groupama-FDJ          | 5614    |
| 10 | EF Pro Cycling        | 5576.99 |